# Sveti Brendan
Sveti Brendan iz Clonforta (tudi Bréanainn of Clonfort), irski opat in morjeplovec, * 484 (?), Ciarraight Luachra (bližina Traleeja v grofiji Kerry), Irska, † 577 (?), Enachduin, (zdaj Annaghdown), Irska.

## Življenjepis
Bil je eden zgodnjih irskih svetnikov, ki so zaznamovali zgodovino te dežele. Krstil ga je škof Erc pri Tubridu v bližini Ardferta. Pet let ga je učil sveti Ita, šolanje pa je končal pri Ercu, ki ga je leta 512 posvetil v duhovnika. Med letoma 512 in 530 je Brendan gradil samostanske celice pri Ardfertu in pri Shanakeelu ali Baalynevinoorachu ob vznožju Brandonovega hriba. Od tod je odplul na svoje sedemletno potovanje z namenom poiskati raj. Stari irski koledarji so vsebovali poseben praznik za Egressio familiae S. Brendani 22. marca, sveti Angus pa v svoji Litaniji, nastali na koncu 8. stoletja, prosi za šestdeseterico, ki so spremljali sv. Brendana na njegovem iskanju obljubljene dežele.
Brendanovo napol legendarno potovanje s šesdeseterico romarjev po Atlantskem oceanu se je najverjetneje začelo okrog leta 530, pred Brendanovim potovanjem v Britanijo. Na potovanju naj bi videl blažen otok, pokrit z rastlinstvom, imenovan Otok sv. Brendana. Prepričan, da je videl raj, se je nato vrnil na Irsko. Vulkanski otok, morda današnji Jan Mayen, je imel za vrata v pekel. Srečal naj bi se tudi z morsko pošastjo. Ni nemogoče, da je Brendan na svojem potovanju naletel na Severno Ameriko. V tem primeru bi bil eden prvih Evropejcev, ki so obiskali ta svet. Krištof Kolumb se je pri trditvi, da je v Azijo moč priti s preplutjem Atlantika, zanašal na legende o sv. Brendanu.
Zgodba o potovanju se je naglo širila in kmalu so se množice romarjev ter študentov stekale v Ardfert. Tako se je v nekaj letih v okolici (Gallerus, Kilmalchedor, Brandon Hill in otočje Blasquet) ustanovilo mnogo verskih hiš za tiste, ki so pri Brendanu iskali duhovno vodstvo. 
Zatem je potoval na Britansko otočje, obiskal Wales in sveti otok Iona. Po povratku na Irsko je ustanovil škofijo v Annaghdownu, kjer je nato živel do smrti. Irska cerkev ga je priznala za svetnika, njegov praznik je 16. maja.
Po njem se imenuje kremni liker Saint Brendan's. Brandania je skupina glasbenikov s Kanarskih otokov, ki igrajo keltsko glasbo. Njihovo ime namiguje na misel, da so Kanarski otoki Otok sv. Brendana.